# Хурісдіксьйон-де-Лара
Хурісдіксьйон-де-Лара (ісп. Jurisdicción de Lara) — муніципалітет в Іспанії, у складі автономної спільноти Кастилія-і-Леон, у провінції Бургос. Населення — 48 осіб (2010).
Муніципалітет розташований на відстані близько 190 км на північ від Мадрида, 30 км на південний схід від Бургоса.
На території муніципалітету розташовані такі населені пункти: (дані про населення за 2010 рік)
- Асенья: 8 осіб
- Лара-де-лос-Інфантес: 24 особи
- Паулес-де-Лара: 16 осіб

## Демографія
Динаміка населення (INE ):